# پولیانویه
پولیانویه (به لاتین: Polyanoye) یک منطقهٔ مسکونی در روسیه است که در استان آمور واقع شده‌است.